# Carl Berglund
Carl Berglund, född 3 september 1859 Vättaks socken, Skaraborgs län, död 30 juni 1921 på Gimmene, Vättaks församling, Skaraborgs län, Västergötland, var en svensk lantbrukare och politiker.
Carl Berglund i Gimmene brukar anges som grundaren av Bondeförbundet, föregångare till dagens Centerparti. Han skrev 1910 i tidningen Landsbygden ett offentligt upprop riktat till Sveriges bönder där han gick till hårt angrepp mot såväl högern som vänstern inom svensk politik. Det inom Centerpartiet välkända uttrycket "Bröder, låtom oss enas" härrör från Berglunds upprop.
Berglund gjorde i ungdomen vidsträckta utrikesresor och övertog efter faderns död Gimmene, som han förvandlade till en mönstergård. Han tillhörde ursprungligen det frisinnade partiet, men fruktade att efter rösträttsreformens genomförande 1908 skulle Sveriges bönder förlora sitt politiska inflytande och det var det som gjorde att han tog initiativet till det 1910 bildade Bondeförbundet.
Skaraborgs län valde Berglund till ledamot av första kammaren vid 1919 års urtima riksdag.